# قريوش

القْرِيوَش هو طبق حلوى جزائري. تحضّر من الطحين، الزبدة، السكر، عصير الليمون الحامض، البيض، الخميرة وماء الزهر. تطهى بالزيت ثم تزيّن بالسمسم والعسل. تحتوي قطعة القريوش (50غ تقريباً) على المعلومات الغذائية التالية:
- السعرات الحرارية: 178
- الدهون: 5
- الدهون المشبعة: 3
- الكوليسترول: 10
- الكاربوهيدرات: 32
- البروتينات: 3

مع عدم احتساب ماء الزهر وزيت الطهي.

## معرض الصور

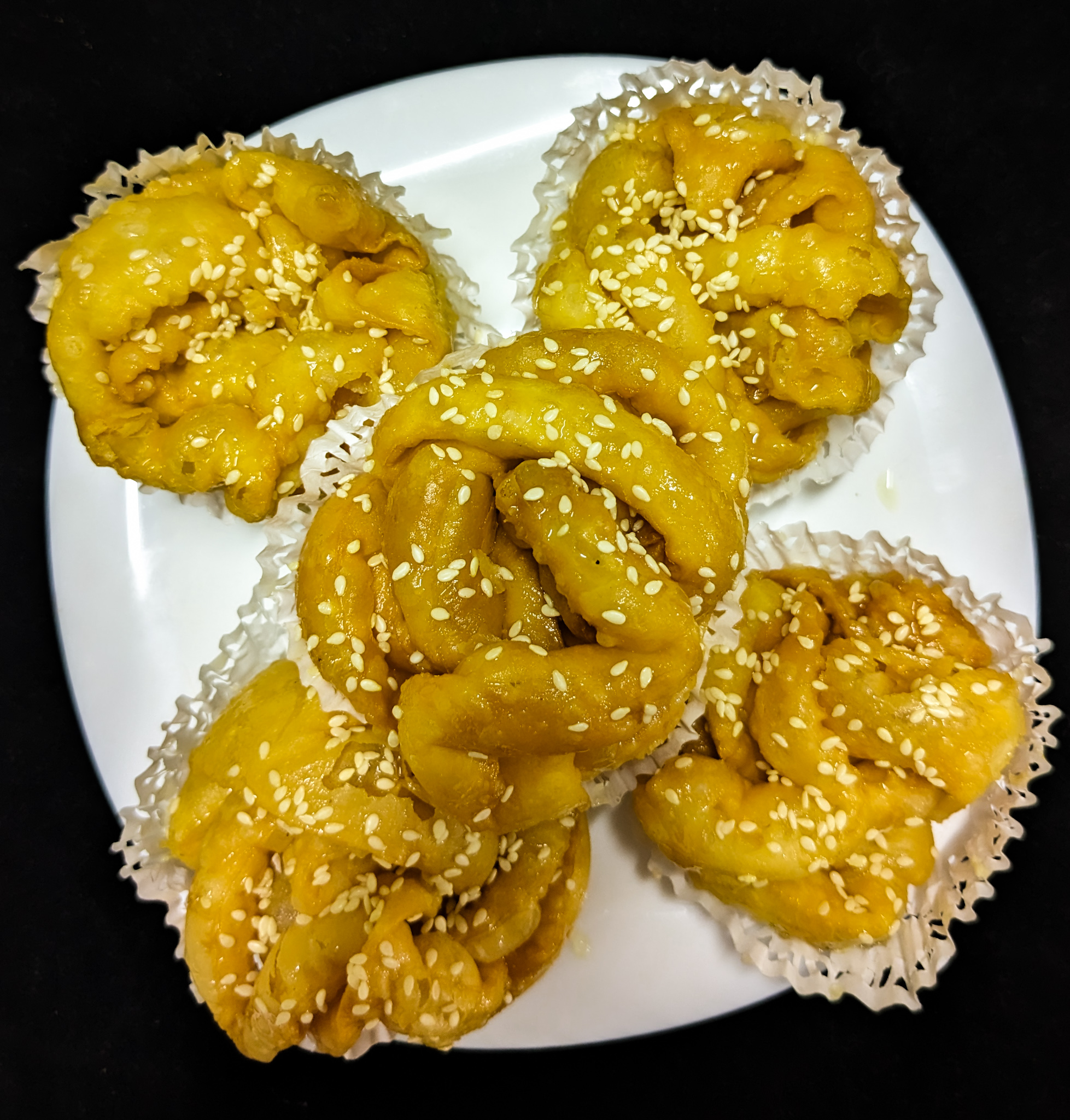